# Saint George (Bermudaanse gemeente)
Saint George of Saint George's is een stad en een van de twee gemeentes van Bermuda. De stad werd gesticht in 1612 en was tot 1815 de hoofdstad van Bermuda.
Bij Saint George ligt ook het enige vliegveld van Bermuda. 
Saint George heeft 1752 inwoners (2000). Daarmee is de gemeente iets kleiner dan de hoofdplaats Hamilton.